# Tupac Amaru (distrito)
O Distrito peruano de Tupac Amaru é um dos 8 distritos da Província de Canas, situada no Departamento de Cusco, pertenecente a  Região Cusco, Peru

## Transporte
O distrito de Tupac Amaru não é servido pelo sistema de estradas terrestres do Peru.